# Grêmio Atlético Coariense
 Grêmio Atlético Coariense is een Braziliaanse voetbalclub uit Coari in de staat Amazonas.

## Geschiedenis
De club werd in 1977 opgericht. In 2004 werd de club een profclub en ging in de hoogste klasse van het staatskampioenschap spelen. Na een vicetitel in het eerste jaar, werden ze het jaar erop al kampioen. In 2007 verloor de club echter haar licentie, door financiële problemen. 

## Erelijst
Campeonato Amazonense
2005